# August Wilhelm von Babo
August Wilhelm von Babo (Weinheim, 28 gennaio 1827 – Weidling, 16 ottobre 1894) è stato un enologo austriaco originario del Baden.

## Biografia
August Wilhelm von Babo era figlio del barone imperiale Lambert Joseph von Babo e di sua moglie Emilie Geib. Il chimico Lambert Heinrich von Babo era suo fratello, il chimico agrario ed enologo Edmund Mach suo genero.
Von Babo studiò agraria all'Istituto superiore di Heidelberg e Freiburg. In seguito frequentò per perfezionamento ulteriori istituti agrari e lavorò all'istituto scolastico agrario di Weinheim. Dopodiché assunse la direzione della vigna sperimentale dell'Istituto superiore di Karlsruhe, dove lavorò sette anni. Nel 1860 fu nominato direttore della scuola di viticoltura di Klosterneuburg, fondata nello stesso anno, l'attuale Istituto scolastico superiore federale ed Ufficio federale per la vitcoltura e la frutticoltura. Occupò questa carica fino al 1893, alla fine della sua attività professionale. Sotto la sua egida la scuola di viticoltura crebbe in un istituto tecnico-professionale di primo piano della monarchia austroungarica.
Il 27 marzo 1852 von Babo sposò Auguste Margarethe Bender. Nel 1870 sua moglie morì e il 7 settembre 1875 sposò Elise Hartig. Con entrambe le mogli ebbe una figlia e quattro figli.
Nel 1893 fu collocato a riposo su propria richiesta e morì all'età di 67 anni, il 16 ottobre 1894, a Weidling vicino a Klosterneuburg.
Istituì egli stesso la Medaglia Babo per i meriti nella viticoltura.

## Importanza
L'importanza di von Babo si basa sulla sua ampia promozione della viticoltura e sull'ampliamento della formazione e della ricerca nella scuola di viticoltura di Klosterneuburg.
Nel 1861 Babo perfezionò il saccarometro inventato da Karl Josef Napoleon Balling per il Grado Babo, che viene usato ancora oggi per la misurazione del contenuto di zucchero nel mosto.
Dalla comparsa della fillossera della vite lottò contro questo pericolo per la viticoltura. È grazie alla sua proposta che la viticoltura fu innestata su un supporto di una vite nordamericana resistente alla fillossera. L'ironia della sorte è che la fillossera fu importata in Europa attraverso la Gran Bretagna proprio sulla vite americana che Babo nel 1868 per scopi di ricerca - nella ricerca di soluzioni per la lotta contro l'oidio - introdusse in Austria. Per questa ragione in vari momenti le ostilità contro di lui furono così grandi, che solo con l'accompagnamento della gendarmeria poteva percorrere la strada dalla sua abitazione alla scuola di viticoltura.

## Opere principali
Von Babo redasse dal 1854 al 1857 il giornale agricolo per il Granducato di Baden e fu il curatore di svariati periodici specializzati. Oltre a ciò ha redatto e curato alcune opere fondamentali sulla viticoltura e sull'enologia:
- Handbuch des Weinbaues und der Kellerwirtschaft ("Manuale della viticoltura e dell'attività di cantina", 1881-1882), insieme a Edmund Mach. (Opera fondamentale con 5 edizioni)
- Kultur und Beschreibung der amerikanischen Weintrauben ("Cultura e descrizione degli acini americani", 1885)
- Landwirtschaftliche Tafeln für Obst- und Weinbau, Kellerwirtschaft und Düngerlehre ("Tavole agricole per la frutticoltura e la viticoltura, l'attività di cantina e la teoria dei concimi", 1863)